# Морски костенурки
Морските костенурки (Cheloniidae) са семейство влечуги, които обитават моретата и океаните. Въпреки че са едва 7 вида, се различават коренно по външен вид.
Всеки от тях е застрашен, уязвим и има свои особености.
Морските костенурки се размножават чрез яйца. Майката ги заравя под земята и им отнема 2 – 3 месеца да се излюпят. В сравнение с майка си те са много по малки от нея.

## Видове

### СемействоCheloniidae
- Chelonia mydas, Зелена морска костенурка
- Eretmochelys imbricata, Ястребоклюна морска костенурка
- Natator depressus, Плоскогърба морска костенурка
- Caretta caretta, Главеста костенурка или Костенурка карета
- Lepidochelys kempii, Атлантическа ридлея
- Lepidochelys olivacea, Маслинова ридлея

## Разпространение
Срещат се във всички топли морски води на тропическите океани.
В България са забелязвани два вида: зелената морска костенурка и костенурката карета.